# Домезен-Беррот
Домезе́н-Берро́т (фр. Domezain-Berraute) — коммуна во Франции, находится в регионе Новая Аквитания. Департамент — Атлантические Пиренеи. Входит в состав кантона Пеи-де-Бидаш, Амикюз и Остибар. Округ коммуны — Байонна.
Код INSEE коммуны — 64202.

## География

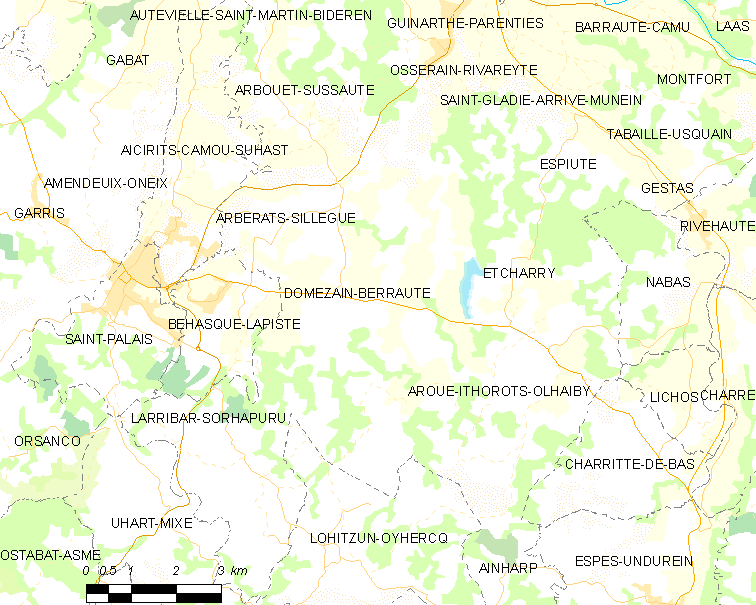
Карта коммуны

Коммуна расположена приблизительно в 670 км к юго-западу от Парижа, в 175 км южнее Бордо, в 50 км к западу от По.

### Климат
Климат тёплый океанический. Зима мягкая, средняя температура января — от +5°С до +13°С, температуры ниже −10 °C бывают редко. Снег выпадает около 15 дней в году с ноября по апрель. Максимальная температура летом порядка 20-30 °C, выше 35 °C бывает очень редко. Количество осадков высокое, порядка 1100 мм в год. Характерна безветренная погода, сильные ветры очень редки.

## Население
Население коммуны на 2010 год составляло 508 человек.
| 1962 | 1968 | 1975 | 1982 | 1990 | 1999 | 2010 |
| ---- | ---- | ---- | ---- | ---- | ---- | ---- |
| 609  | 707  | 519  | 498  | 452  | 454  | 508  |

## Администрация
| Период | Период | Фамилия         | Партия | Примечания |
| ------ | ------ | --------------- | ------ | ---------- |
| 1995   | 2008   | Жан Эчебест     |        |            |
| 2008   | 2020   | Совёр Юррютьяге |        |            |

## Экономика
В 2010 году среди 309 человек трудоспособного возраста (15-64 лет) 227 были экономически активными, 82 — неактивными (показатель активности — 73,5 %, в 1999 году было 72,5 %). Из 227 активных жителей работали 210 человек (114 мужчин и 96 женщин), безработных было 17 (8 мужчин и 9 женщин). Среди 82 неактивных 33 человека были учениками или студентами, 27 — пенсионерами, 22 были неактивными по другим причинам.

## Фотогалерея

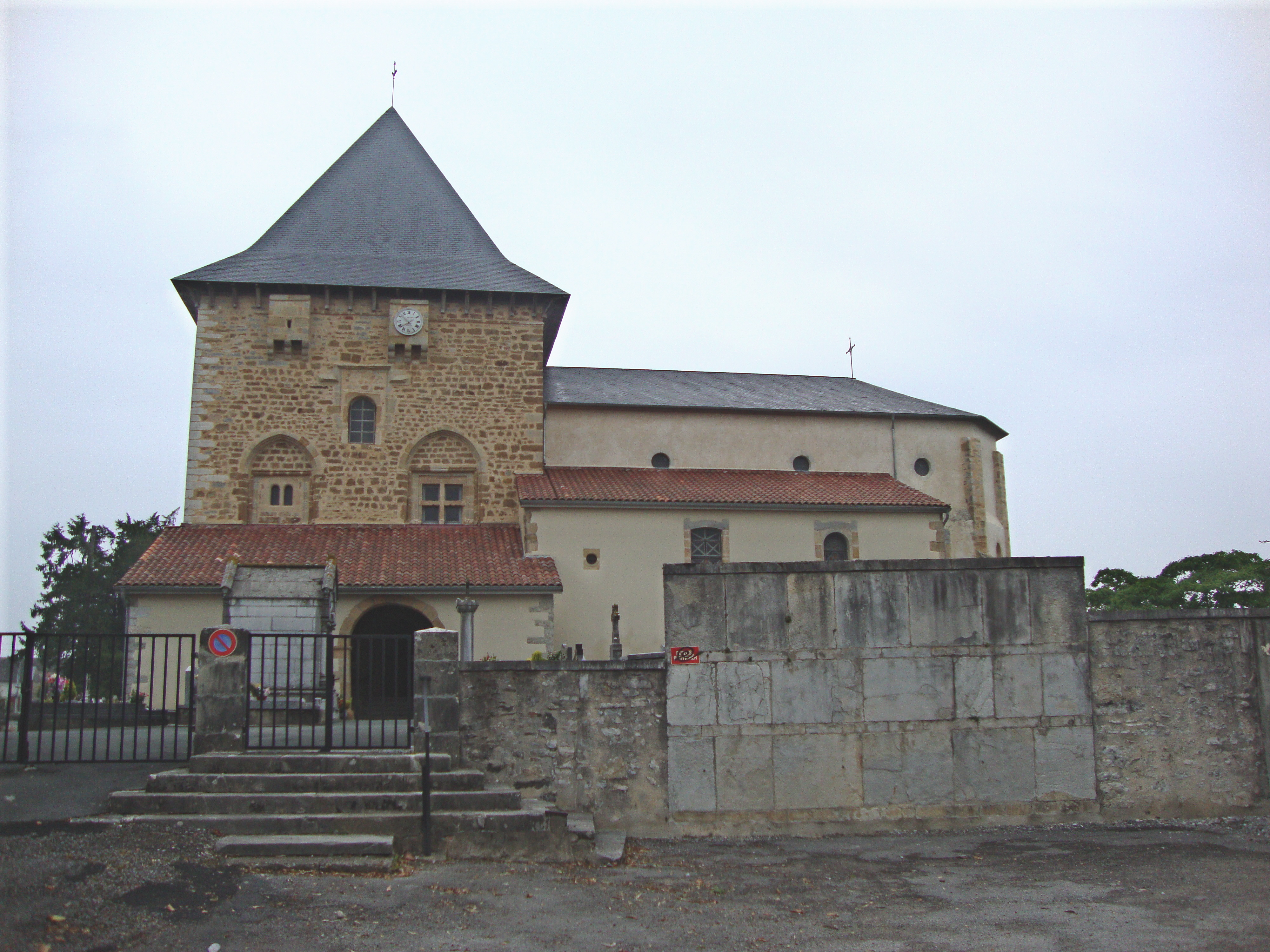
Церковь Св. Иоанна Крестителя
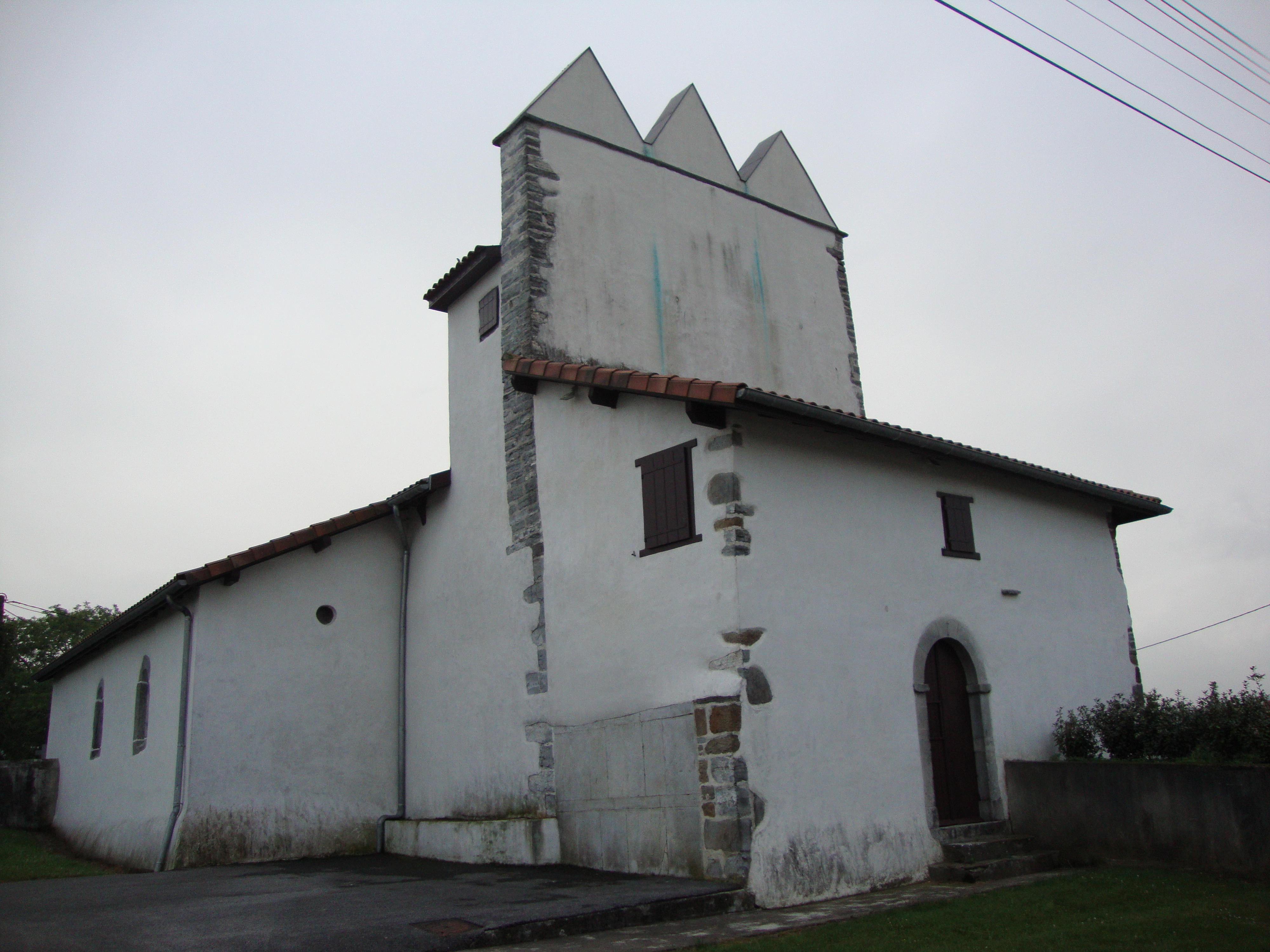
Тринитарская церковь
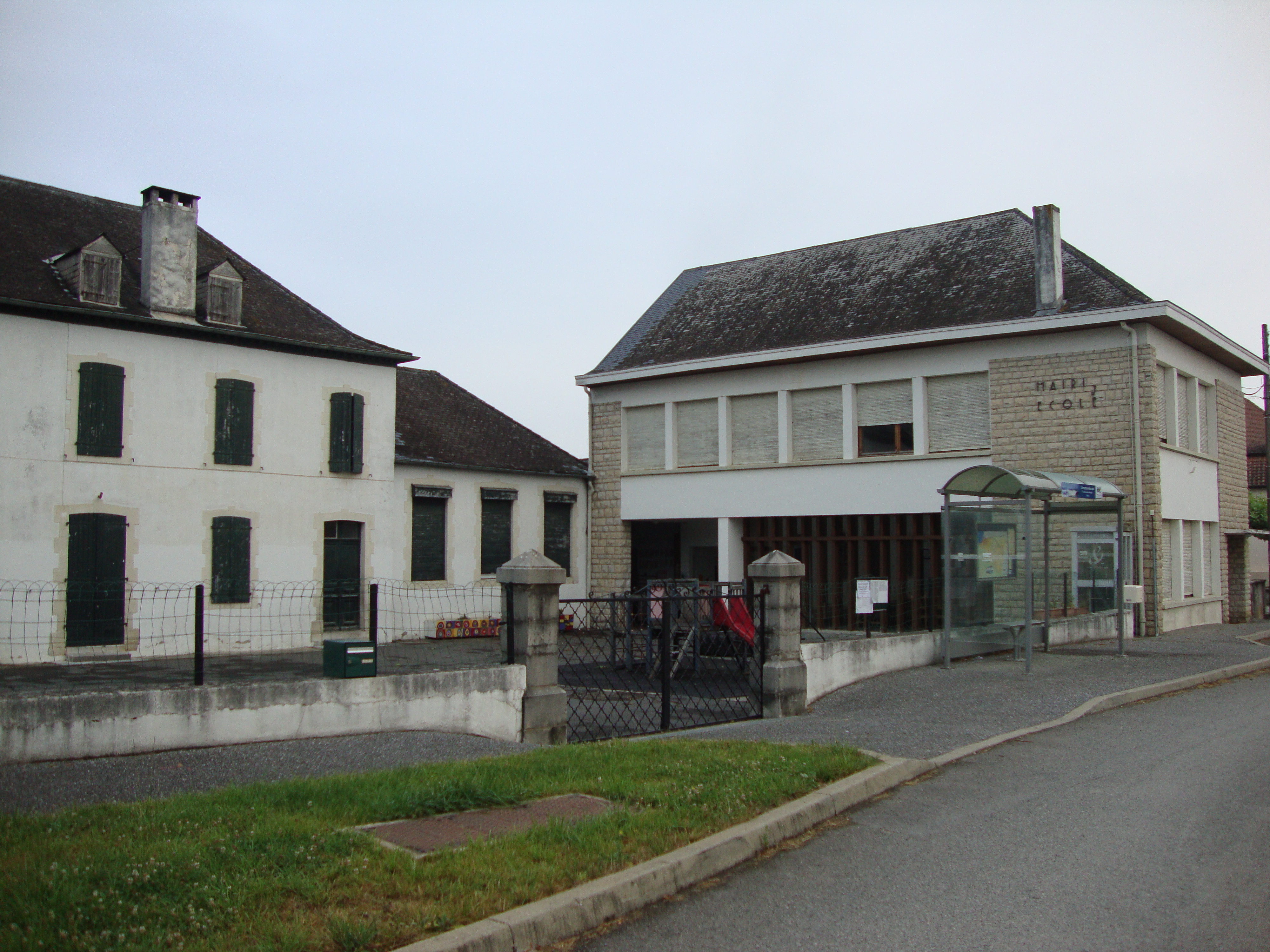
Мэрия-школа
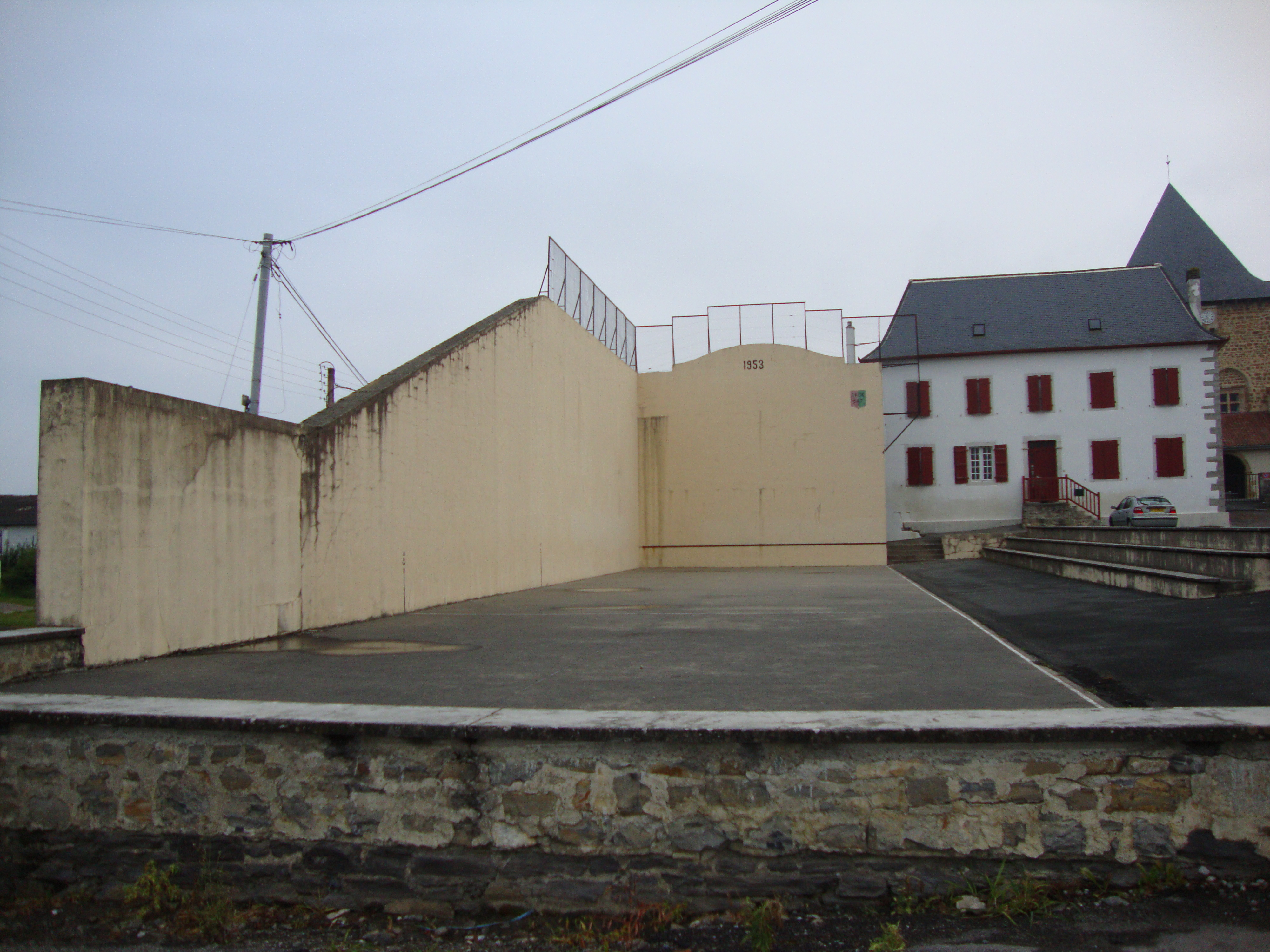
Фронтон (площадка для игры в пелоту)